# 鄭聚然
鄭聚然，中華民國政治人物，中國國民黨籍。出生於臺北市，曾任苗栗縣議會議員。

## 爭議事件

### 統戰發言爭議
鄭聚然在議會上針對南庄國中接受中國酒商捐款的時候說：「我管他什麼統戰，誰給我錢誰就是爸媽，我不需要管誰統戰，誰給我錢誰是老大。」言論一出引發民眾抨擊，輔大助理教授周偉航更是批評「給苗栗最多錢的是台灣各地的民眾，鄭聚然是台灣人的全民兒子。」

### 臉書粉絲專頁留言爭議
針對鄭聚然議員於議會上回應關於統戰之言論，有網友在「苗栗縣議員鄭聚然幸福城市」臉書粉絲團上回應「請你離開台灣 去你爸媽家 參政選議員」其臉書粉絲團回應「你把屁股洗乾淨，趕快去給人X」。；此外民眾呼籲保護石虎的留言下，鄭聚然也回應稱其為「綠蛆」、「苗栗縣不用你來殘害」、「去領五百」等言論，激烈回應引發網友輿論。事件不久後，其臉書粉專緊接著發道歉聲明「因本人公出在外，對於粉絲頁上不尊重女性之言論，深感遺憾與抱歉，因小編近日承受謾罵言論導致情緒失控，已立刻解除其職務，並對留言的民眾鄭重道歉，並關閉粉絲頁待整頓後擇日再開放。」隨即關閉粉絲專頁。

### 反對同志
時代力量苗栗縣議員曾玟學日前在議會提到同婚議題，認為縣內對落實同志教育及包容多元性別還有許多努力空間，但國民黨議員鄭聚然大表反對意見，並牽拖到蔡英文總統，直指「這個政府領導者本身有問題，自己不婚為什麼還推廣這個東西？」此番言論也引發網友砲轟。質詢影片曝光後引發網友熱議，許多人撻伐這是公然歧視，甚至攻擊未婚總統，言論失當；臉書社團「苗栗愛轉來平權遊行」也強調這就是性別教育的重要性，「我們的敵人不是個別的政治人物，而是因為無知帶來的恐懼和歧視。」
嗣後鄭聚然更在議會臨時會談到同婚議題時，稱總統蔡英文「自己不婚為什麼還推廣這個東西？」，引來網友不滿，紛紛前去其臉書粉專留言。但鄭聚然戰力滿點，面對網友批評一一回應，甚至還說「如今蔡政府支持同志， 台灣才如此衰退」。

### 驅趕學生採訪
四名拍攝紀錄片的大學生在苗栗縣議會定期大會散會期間進入議事廳採訪時代力量議員曾玟學，不料引起鄭聚然不滿，認為議事廳只有議員才可以進入，執意要驅趕四名學生，當場引發曾玟學與鄭聚然爆發口角。事後苗栗縣議會秘書長表示，議會非軍事基地，散會期間可開放民眾進出。對此，曾玟學要求鄭聚然，應該要公開向四名學生道歉。而鄭聚然則稱：「年輕人喜歡作秀就給他作秀，可是我覺得我們應該尊重議場秩序，若是今天每個新進來的，都帶很多人進來，若是當場發生意外狀況，誰敢負責？」

### 堅持在頭份蓋納骨塔
鄭聚然不顧居民反對，堅持重啟其所擁有的納骨塔施工。鄭聚然強調一切皆會依照縣府規定辦理，且依市場競爭機制，私立納骨塔將可提供優於公設更好的殯葬品質，期盼外界給予守法投資者經營空間，至於目前建物燈光影響附近農作問題，他也承諾會改善，避免光害。但反對者認為全縣現有納骨塔的量早已足夠，且建地附近500公尺內有水源地、醫院、社區住宅等，認同此案無必要性。
而後，鄭聚然被監察院認定未遵守公職人員衝突法規定，透過質詢、打電話方式，要求苗栗縣工務處徵收、拓寬通往納骨塔道路，開罰30萬元。鄭聚然不服提告，台北地院認定監察院認事用法並無違誤，判鄭聚然敗訴，仍須繳30萬元罰鍰；可上訴。

### 服務處賣口罩
鄭聚然在社群網站宣布在其服務處販售口罩，苗栗縣衛生局因而前往稽查，鄭聚然表示其販售為非醫療用口罩而無違反藥事法問題，但仍被時代力量議員曾玟學批評其作法。

## 外部連結
- 苗栗縣議員鄭聚然幸福城市 （页面存档备份，存于）